# 뉴멕시코주 형무소 폭동 사건

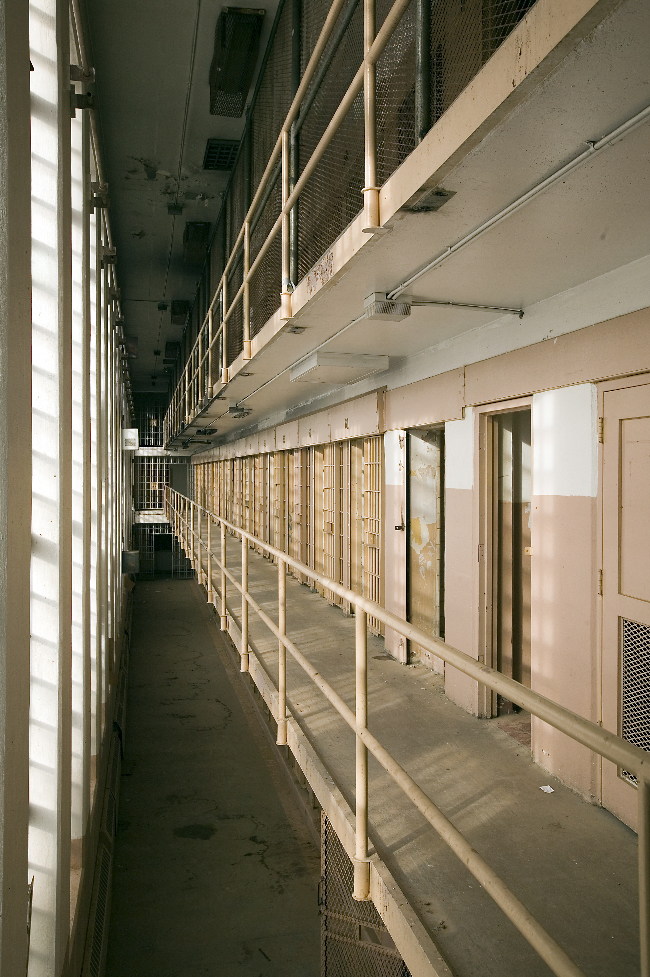

뉴멕시코주 형무소 폭동 사건(New Mexico State Penitentiary riot)은 1980년 2월 2일과 2월 3일 미국 뉴멕시코주에서 일어난 형무소 폭동 사건이다. 미국 역사상 최악의 형무소 폭동 사건의 하나로 전해지며 33명의 죄수가 사망하고 100명 이상의 죄수가 부상을 당했다.